# Portret Tomasza Morusa (obraz Hansa Holbeina Młodszego)
Portret Tomasza Morusa – powstały w 1527 obraz niemieckiego malarza Hansa Holbeina Młodszego, znajdujący się we Frick Collection w Nowym Jorku.
Renesansowy malarz przedstawił na swym obrazie angielskiego myśliciela i kanclerza Anglii Tomasza Morusa. Holbein darzył Morusa szczerą sympatią. Gościł u niego podczas swego pierwszego pobytu w Anglii. Istnieje kilka kopii tego portretu.